# Emil Bems

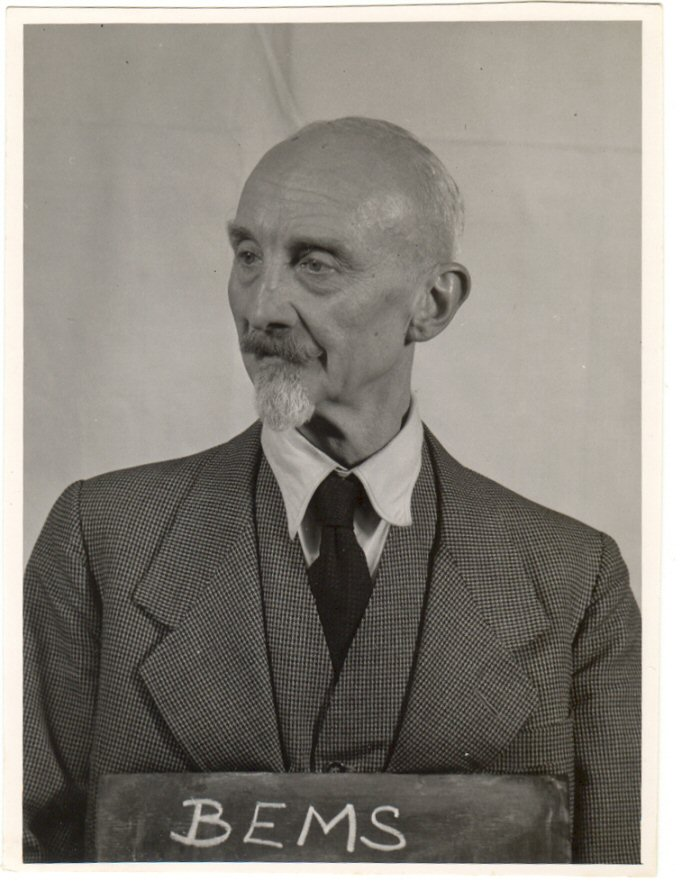
Emil Bems als Zeuge zur Zeit der Nürnberger Prozesse

Emil Bems (* 26. November 1881 in Bayreuth; † 3. November 1961 in Heidenheim an der Brenz) war ein deutscher Jurist. Zur Zeit des Nationalsozialismus war Bems Generalstaatsanwalt am Oberlandesgericht Nürnberg.

## Biografie
Bems absolvierte nach dem Ende seiner Schullaufbahn ein Studium der Rechtswissenschaften, das er nach dem Referendariat mit dem zweiten Staatsexamen und Promotion zum Dr. jur. abschloss. Während seines Studiums wurde er im Wintersemester 1901/02 Mitglied der Münchener Burschenschaft Arminia.
Nach Abschluss des Jurastudiums schlug Bems die Beamtenlaufbahn ein und war ab 1909 in Bayern Assessor. Zunächst war er ab Anfang September 1912  in Landshut der II. Staatsanwalt, ab Anfang Oktober 1919 Amtsgerichtsrat, ab Anfang Mai 1920 der I. Staatsanwalt und ab Anfang Januar 1924 Landgerichtsrat. Bems wechselte Anfang Juni 1930 ans Amtsgericht Nürnberg, wo er zunächst als Amtsgerichtsdirektor und Abteilungsvorstand und ab 1934 als Vorstand amtierte. Ab Mitte Mai 1936 war Bems Senatspräsident am Oberlandesgericht Bamberg und ab März 1937 Landgerichtspräsident in Nürnberg-Fürth. Von Anfang Oktober 1937 bis 1945 war Bems Generalstaatsanwalt am Oberlandesgericht Nürnberg. Zusätzlich nahm er ab dem 11. September 1944 bis zum Ende des Zweiten Weltkrieges in Abwesenheit von Ernst Emmert kommissarisch die Geschäfte des Oberlandesgerichtspräsidenten wahr.
Bems nahm an der Tagung der höchsten Juristen des Deutschen Reiches am 23. und 24. April 1941 in Berlin teil, bei der Viktor Brack und Werner Heyde über die „Vernichtung lebensunwerten Lebens“ in den Gaskammern der Aktion T4 informierten. Bems erhielt in diesem Rahmen auch Kenntnis über die „Scheinlegalisierung des Krankenmords“ durch Franz Schlegelberger.

## Politische Betätigung
Während der Zeit der Weimarer Republik war Bems eigenen Angaben zufolge zunächst Mitglied der DVP und später der DNVP. Bems gehörte der paramilitärischen Organisation Stahlhelm an und wurde nach deren Überführung in die SA deren Mitglied und erreichte den Rang eines Hauptsturmführers. Der NSDAP schloss er sich zum 1. Mai 1937 an (Mitgliedsnummer 4.165.124).

## Nach 1945
Nach Kriegsende wurde Bems im Rahmen der Nürnberger Prozesse mehrfach vernommen. Anschließend nahm er seinen Wohnsitz in Heidenheim.

## Schriften
- Die Zeitung im Urheber- und Verlagsrecht, 1909. (Dissertation)